# George F. Marion
George F. Marion (16 de julio de 1860-30 de noviembre de 1945) fue un actor y director cinematográfico estadounidense.

## Biografía
Nacido en San Francisco (California), fue el padre del guionista George Marion.
Marion actuó a lo largo de su carrera cinematográfica entre 1915 y 1935 en un total de 35 filmes, dirigiendo además dos películas mudas.
George F. Marion falleció a causa de un infarto agudo de miocardio en 1945 en Carmel (California). Tenía 85 años de edad. Fue enterrado en el Cementerio Saint Dominics de Benicia, California. 

## Filmografía seleccionada
- Madame X (1916)
- Luke Wins Ye Ladye Faire (1917)
- Anna Christie (1923), como Chris Christopherson.
- Clothes Make the Pirate (1925)
- Anna Christie  (1930), como Chris Christopherson.
- The Sea Bat (1930)
- Metropolitan (1935), como Papa Perontelli.